# Panama-Kletterratte
Die Panama-Kletterratte (Tylomys panamensis) ist ein in Panama endemisches Nagetier in der Gattung der Kletterratten. Die Gelbbauch-Kletterratte (Tylomys fulviventer) und die Watson-Kletterratte (Tylomys watsoni) werden in einer Studie von 1966 als Synonyme dieser Art angesehen.

## Merkmale
Ein Exemplar hatte eine Kopf-Rumpf-Länge von 226 mm und eine Schwanzlänge von 199 mm, womit die Art in der Größe einer Wanderratte entspricht. Gewichtsangaben liegen nicht vor. Das dunkelgraue Fell des Rückens mit eingemischten schwarzen Haaren wird zu den Körperseiten und am Kopf heller. Auf Kehle, Brust, Bauch und Innenseite der Beine ist weißes Fell vorhanden. Andere Bereiche der Extremitäten sind braun gefärbt und an den Zehen sowie Fingern befinden sich weiße Haare. Der haarlose Schwanz hat einen dunklen vorderen Teil, während das letzte Drittel weiß ist. Der diploide Chromosomensatz enthält 52 Chromosomen.

## Verbreitung und Lebensweise
Von dieser Art ist nur eine Population im Süden Panamas, nicht weit von der Grenze zu Kolumbien bekannt. Die Region ist hügelig mit einer Höhe von etwa 600 Metern. Die Panama-Kletterratte hält sich in Regenwäldern und anderen feuchten Wäldern auf.
Die Panama-Kletterratte ist hauptsächlich zwischen 21 Uhr abends und 6 Uhr morgens aktiv. Sie verlässt ihr Versteck in der Regenzeit zwischen Juni und September öfter. Die Nahrung besteht hauptsächlich aus Früchten und jungen Pflanzentrieben. Zum Fortpflanzungsverhalten gibt es keine Angaben.

## Gefährdung
Bis zum Jahr 2017 waren nur zwei Exemplare der Art bekannt, die in den 1950er Jahren entdeckt wurden. Über mögliche Bedrohungen liegen keine Informationen vor. Teile des Verbreitungsgebiets liegen im Nationalpark Darién. Die IUCN listet die Panama-Kletterratte mit unzureichender Datenlage (data deficient).